# Cylindrovertilla
Cylindrovertilla é um género de gastrópode  da família Vertiginidae.
Este género contém as seguintes espécies:
- Cylindrovertilla kingi (Cox, 1864)